# Omnes Causae
L'Omnes Causae és un Usatge que estableix una institució jurídica del dret català que prescriu l'extintció de tot dret i acció després de trenta anys de no fer-ne ús; inversament, també prescriu poder adquisitiu de tot bé immoble després de trenta anys d'estar-ne en possessió, tant si hi ha bona raó com si no.
El seu origen procedeix Liber Iudiciorum (Llibre dels judicis) i s'atesta en documents jurídics del segle xi i del segle xii. S'aplicà com a norma de la Lex Visigothorum i a finals del segle xii o a principis del segle xiii s'incorporà als raepertoria, i basant-se en aquests, fou compilat en els Usatges de Barcelona